# Вінстон Дукеран
Вінстон Чандарбхан Дукеран ORTT (вимовляється [viⁿsʈənə cəⁿd̪rəbʰɑːnə d̪ukərənə]; народився 24 червня 1943 р.) [1] — міжнародний політик Тринідаду і Тобагону, а також державний діяч. Дукеран є нинішнім Генеральним секретарем EUCLID (EUCLID (університет)), міжурядового вищого навчального закладу. Раніше він обіймав посади політичного лідера Конгресу народних представників, глави Центрального банку, міністра фінансів та міністра закордонних справ.

## Раннє життя
Народився в 1943 році в Ріо-Кларо, Тринідад і Тобаго, він є одним із семи дітей Мевалала і Сумінтри Дукеран. Дукеран отримав ранню освіту в Тринідаді.

## Навчання
Молодий Вінстон Дукеран навчався у престижному коледжі Напаріма в Сан-Фернандо, Тринідад.
Потім він продовжив навчання в Університеті Манітоби, Вінніпег, Манітоба, Канада, який отримав ступінь бакалавра мистецтв з відзнакою економіки в 1966 році. Саме там Дукеран зробив свій перший вступ у політику, і він був президентом Союз студентів університету Манітоби.
Згодом він навчався в Лондонській школі економіки, де здобув ступінь магістра економіки в 1969 році.

## Економіст і політик
Близько п’ятнадцяти років Дукеран працював викладачем на факультеті економіки Вест-Індського університету. У 1981 році брав участь у виборчому окрузі Чагуанас як кандидат від Об'єднаного трудового фронту (ULF). Він переміг на виборах і тому був обраний членом парламенту, а також працював у Палаті представників Тринідаду і Тобаго.
у 1986 році, коли ULF об'єднався з іншими партіями, щоб сформувати Національний альянс реконструкції (NAR), Дукеран знову виступив проти виборчого округу Чагуанас і переміг. Під керівництвом Артура Наполеона Раймонда Робінсона NAR досягла величезного успіху на виборах, вигравши безпрецедентні 33 з 36 виборчих округів. Дукеран став членом Кабінету міністрів, оскільки його призначили міністром планування та мобілізації.
Пізніше Дукеран став заступником політичного лідера NAR, був високопоставленим членом уряду і кілька разів виконував обов'язки прем'єр-міністра, особливо під час спроби державного перевороту 1990 року, коли прем'єр-міністр А. Н. Р. Робінсон був заручником Джамаат аль Муслімін.
Дукеран втратив своє місце на виборах 1991 року.
Пізніше він став старшим економістом Економічної комісії ООН для Латинської Америки та Карибського басейну (UNECLAC). Він також був членом виконавчої ради Міжамериканського банку розвитку (IADB) і керуючим Карибського банку розвитку (CDB).
У липні 1997 року він був призначений керуючим Центрального банку Тринідаду і Тобаго. Перебував на цій посаді до 2002 року.[3] Пізніше того ж року він приєднався до Об’єднаного національного конгресу і виграв виборчий округ Сент-Августин. У жовтні 2005 року він змінив Басдео Пандея на посаді політичного лідера Об’єднаного національного конгресу після того, як Пандей висунув його без протидії. Пізніше Дукеран сформує власну політичну партію «Конгрес народу» (COP), яка в коаліції з його колишньою партією візьме участь і переможе на позачергових виборах у травні 2010 року.
Дукеран був призначений міністром фінансів у 2010 році для нового коаліційного уряду «Народне партнерство» і розпочав серію програм, спрямованих на стрибок застійної економіки. Його керівництво було підтверджено рейтингом Тринідаду і Тобаго Standard and Poor's як AA- зі стабільним прогнозом у грудні 2011 року. У червні 2012 року Дукеран був призначений міністром закордонних справ, портфелем якого він займав до червня 2015 року.

## Міжнародна та навчальна діяльність
Після своєї політичної кар'єри Дукеран став професором практики в Університеті Вест-Індії (кампус Святого Августина) і консультантом міжнародних організацій. У 2019 році він став заступником Генерального секретаря EUCLID (Університет Евкліда), а в липні 2020 року був призначений Генеральним секретарем.

## Публікації
- Leadership and Governance in Small States. Getting Development Right, Co-edited with Akhil Malaki.
- Identities, State and Markets: Looking at Social Change in Latin America. Edited by Jose Havet, published by Canadian Scholars' Press, Inc., 1999.
- The New Regionalism: Caribbean – Canada Trade Agenda (co-authored with Miriam L. Campanella).
- The Caribbean Quest: Directions for Structural Reforms in a Global Economy. Guest joint editor, Special Issue Vol XXVIII: 1–2, Nordic Journal of Latin American and Caribbean Studies. Published by The Institute of Latin American Studies, Stockholm University, 1999.
- Choices and Change: Reflections on the Caribbean. Published by the International Development Bank and Johns Hopkins University Press. July 1996
- .Crisis and Promise in the Caribbean: Politics and Convergence Routledge. 2016. ISBN 978-1-317-15774-8[6].